# TC Energy
TC Energy Corporation (formalmente TransCanada Corporation) è una delle maggiori aziende energetiche del Nordamerica con sede nella TC Energy Tower di Calgary, nello stato canadese di Alberta, che sviluppa e utilizza infrastrutture energetiche in Canada, Stati Uniti e Messico. Essa opera in tre aree:
- Condotte per il trasporto di gas naturale
- Condotte per il trasporto di liquidi
- Produzione di energia

La rete di trasporto del gas naturale si avvale di 92 600 km di condotte che trasportano più del 25% della domanda di gas naturale del Nordamerica. La divisione di trasporto di liquidi gestisce una rete di 4 900 km di condotte che trasportano 590 000 barili di petrolio al giorno, che costituisce circa il 20% delle esportazioni del Canada occidentale.
La Divisione energia possiede, oppure ha interessi in, 11 strutture generatrici di elettricità per una potenza totale di 6 600 megawatt (MW).
Queste fonti di energia comprendono centrali nucleari e giacimenti di gas naturale. L'azienda sta espandendo la sua divisione energia per comprendere più fonti rinnovabili di energia, tra cui centrali idroelettriche, generatori eolici e generatori di energia solare.
La società fu fondata nel 1951 a Calgary. La sede statunitense della società si trova nel grattacielo TC Energy Center a Houston nel 
Texas.
TC Energy è il maggior azionista in, e possiede il general partner di, TC PipeLines.